# Гнатишин Олександра Павлівна
Гнатишин Олександра Павлівна (нар. 22 жовтня 1956) — математик, науковець в галузі прикладної математики, викладач Львівського національного університету імені Івана Франка (1978—2022 р.р.), відмінник освіти України (2009).

## Життєпис
Народилася в місті Львів. У 1973 році закінчила з золотою медаллю середню школу № 53 (нині гімназія Престиж) і вступила на перший курс механіко-математичного факультету Львівського державного університету імені Івана Франка за спеціальністю прикладна математика. Закінчила з відзнакою факультет прикладної математики та механіки Львівського університету (1978). У 1978-79р.р. — інженер науково-дослідного сектору, 1979–83р.р. — асистент кафедри теорії оптимальних процесів. В 1983—2000 р.р. працювала в науково-дослідній частині Львівського університету на посадах молодшого наукового, наукового, старшого наукового співробітника. Протягом 1994—2000  в.о. завідувача науково-дослідної лабораторії НДЛ-63. У 2000—2022 рр. — старший викладач кафедри теорії оптимальних процесів, 2000—2015  - заступник декана факультету прикладної математики та інформатики.
У 2005 році наукове стажування у Віденському технологічному університеті, Австрія (проф.R.Viertl).

## Наукова діяльність
Наукові інтереси: математична теорія надійності, чисельні методи розв'язування нелінійних операторних рівнянь і задач оптимізації, задачі системного аналізу. Автор 6 методичних  і 55 наукових публікацій.
Відповідальний виконавець госпдоговірних робіт з Науково-дослідним інститутом будівельного виробництва (НДІБВ) Держбуду України та Інститутом проблем надійності машин і споруд.
Протягом 2001—2015 років член оргкомітету І етапу Всеукраїнської студентської олімпіади з фахових предметів (ЕОМ і програмування і т. д.), комп'ютерних наук та спеціальностей (інформатика, прикладна математика), член журі обласного конкурсу-захисту робіт з інформатики учнями Львівської обласної Малої академії наук ; у 2007—2015 роках член оргкомітету ІІ етапу Всеукраїнської студентської олімпіади з програмування за правилами АСМ.
У 2015, 2017 та 2021 роках голова журі обласного туру Всеукраїнського конкурсу «Учитель року» в номінації «Інформатика».

### Основні підготовлені і прочитані курси
Математична економіка; Теорія ймовірності та математична статистика; Математична теорія надійності; Системний аналіз; Інтелектуальний аналіз даних.